# نمت‌کر
نِمِت‌کر (به مجاری:  Németkér) یک شهرداری در مجارستان است که در ناحیه پاکش واقع شده‌است. نمت‌کر ۶۴٫۹ کیلومتر مربع مساحت و ۱٬۶۸۱ نفر جمعیت دارد.